# 馬塔基托河

馬塔基托河位置（左中）

馬塔基托河（西班牙語：Río Mataquito）是智利的河流，位於該國中部，由馬烏萊大區負責管轄，河道全長95公里，流域面積6,190平方公里，發源自庫里科以西12公里，最終注入太平洋，每年平均降雨量740毫米。

## 外部連結
- Cuenca del río Mataquito

34°58′20″S 72°11′09″W / 34.9722°S 72.1858°W